# Marcin Maksymilian Łobozek
Marcin Maksymilian Łobozek OH (ur. 15 kwietnia 1953, zm. 9 września 2006) – polski ksiądz katolicki, historyk, doktor habilitowany, prof. PAT, kierownik Katedry Historii Zakonów. Zajmował się dziejami zakonu bonifratrów.

## Życiorys
Urodził się 15 kwietnia 1953 w Przyborowie, jako syn Jana Łobozka i Marty z Kamińskich. W 1974 wstąpił do zakonu bonifratrów, a 5 stycznia 1975 otrzymał habit zakonny. Pierwsze śluby zakonne złożył 9 stycznia 1977 roku przyjmując imię zakonne Maksymilian. Profesję wieczystą złożył 9 stycznia 1983 roku.
W 1974 na polecenie władz zakonnych rozpoczął naukę w Zaocznym Liceum Ogólnokształcącym w Bielsku-Białej i w 1978 zdał maturę. W następnym roku został skierowany przez władze zakonne na studia filozoficzno-teologiczne w Akademickim Studium Teologii Katolickiej przy Metropolitarnym Seminarium Duchownym św. Jana Chrzciciela w Warszawie. Na podstawie pracy z historii Kościoła pt. Szpital świętego Jana Bożego w Warszawie do 1944 roku napisanej pod kierunkiem ks. dr. Ludwika Królika, obronionej 22 maja 1985 roku otrzymał tytuł magistra teologii. 2 czerwca 1985 roku otrzymał święcenia kapłańskie z rąk prymasa Polski kardynała Józefa Glempa. Następnie w kolejnych dwóch latach (1985–1987) kontynuował studia na Papieskim Wydziale Teologicznym w Warszawie z zakresu historii Kościoła. Rezultatem było napisanie pracy licencjackiej (tzw. licencjat kościelny lub kanoniczny to stopień wyższy od tytułu magistra, a niższy od stopnia naukowego doktora). Pracę pod tytułem Bonifratrzy w Warszawie do 1985 roku napisał pod kierunkiem tego samego promotora – ks. dr. hab. Ludwika Królika i obronił w 1987 roku. W 1995 na podstawie rozprawy Archiwum i biblioteka Bonifratrów w Cieszynie i uzyskał stopień naukowy doktora teologii. Habilitację uzyskał w 1999 w Papieskim Wydziale Teologicznym w Warszawie przedstawiając rozprawę Bonifratrzy w Prudniku 1764-1939.
Zmarł 9 września 2006 roku. Uroczystości pogrzebowe pod przewodnictwem ks. biskupa Janusza Zimiaka odbyły się w jego rodzinnej parafii w Przyborowie 13 września 2006 roku. Homilię wygłosił w czasie mszy pogrzebowej współbrat zakonny zmarłego, przeor Konwentu Bonifratrów w Zebrzydowicach o. dr. Gerard Zygmunt OH.

## Działalność naukowa
Gros swojej pracy naukowej poświęcił działalności zakonu, którego sam był członkiem, a zwłaszcza jego użytecznej, służebnej roli – czyli szpitalnictwo i związane z nim aptekarstwo. W okresie działalności na Wydziale Historii Kościoła Papieskiej Akademii Teologicznej w Krakowie w swych badaniach zaczął wychodzić poza tematykę dotyczącą swojego zakonu. Pisał także m.in. o przygotowaniu do kapłaństwa w zakonach w XVII i XVIII wieku o modelu świętości polskich zakonodawców z XIX i XX wieku, wyniesionych „na ołtarze” przez Jana Pawła II.

## Publikacje
W dorobku publikacyjnym M. Łobozka znajdują się m.in.:
- Archiwum i Biblioteka Bonifratrów w Cieszynie  (1995)
- Bonifratrzy w Łodzi: 1925-1995 (1995)
- Krótki rys duchowości świętego Jana Bożego (1996)
- Działalność Bonifratrów cieszyńskich w latach 1946-1996 (1996)
- Klasztor i szpital Braci Miłosierdzia w Pilchowicach (1997)
- Przyczynek do zarysu sylwetek prowincjałów odrodzonej polskiej prowincji zakonnej Bonifratrów pod wezwaniem Zwiastowania Najświętszej Maryi Panny: 75 lat istnienia prowincji (1997)
- Polska Prowincja Zakonna Bonifratrów pod wezwaniem Zwiastowania Najświętszej Marii Panny: 75 lat istnienia (1997)
- Pochówki u cieszyńskich Bonifratrów w wiekach XVIII i XIX - w świetle klasztornych archiwaliów (1998)
- Klasztor i szpital Bonifratrów pod wezwaniem Świętych Aniołów Stróżów w Katowicach-Bogucicach (125 lat istnienia) (1999)
- Bonifratrzy w Prudniku: 1764-1939 (1999)
- Żywienie u cieszyńskich Bonifratrów w wiekach XVIII i XIX (wyimki z ksiąg klasztornych) (2001)
- Apteka bonifratrów w Cieszynie (2002)